# Ebony and Ivory
Ebony and Ivory (englisch für „Ebenholz und Elfenbein“) ist ein Lied des britischen Musikers Paul McCartney und des US-amerikanischen Musikers Stevie Wonder, das 1982 als Single A-Seite und auf dem Album Tug of War veröffentlicht wurde. Komponiert wurde es von Paul McCartney. Es war die achte Singleveröffentlichung von Paul McCartney nach der Auflösung seiner Band The Beatles, die Platz eins in den US-amerikanischen Charts erreichte, für Stevie Wonder war es der siebte Nummer-eins-Hit in den USA.

## Entstehung

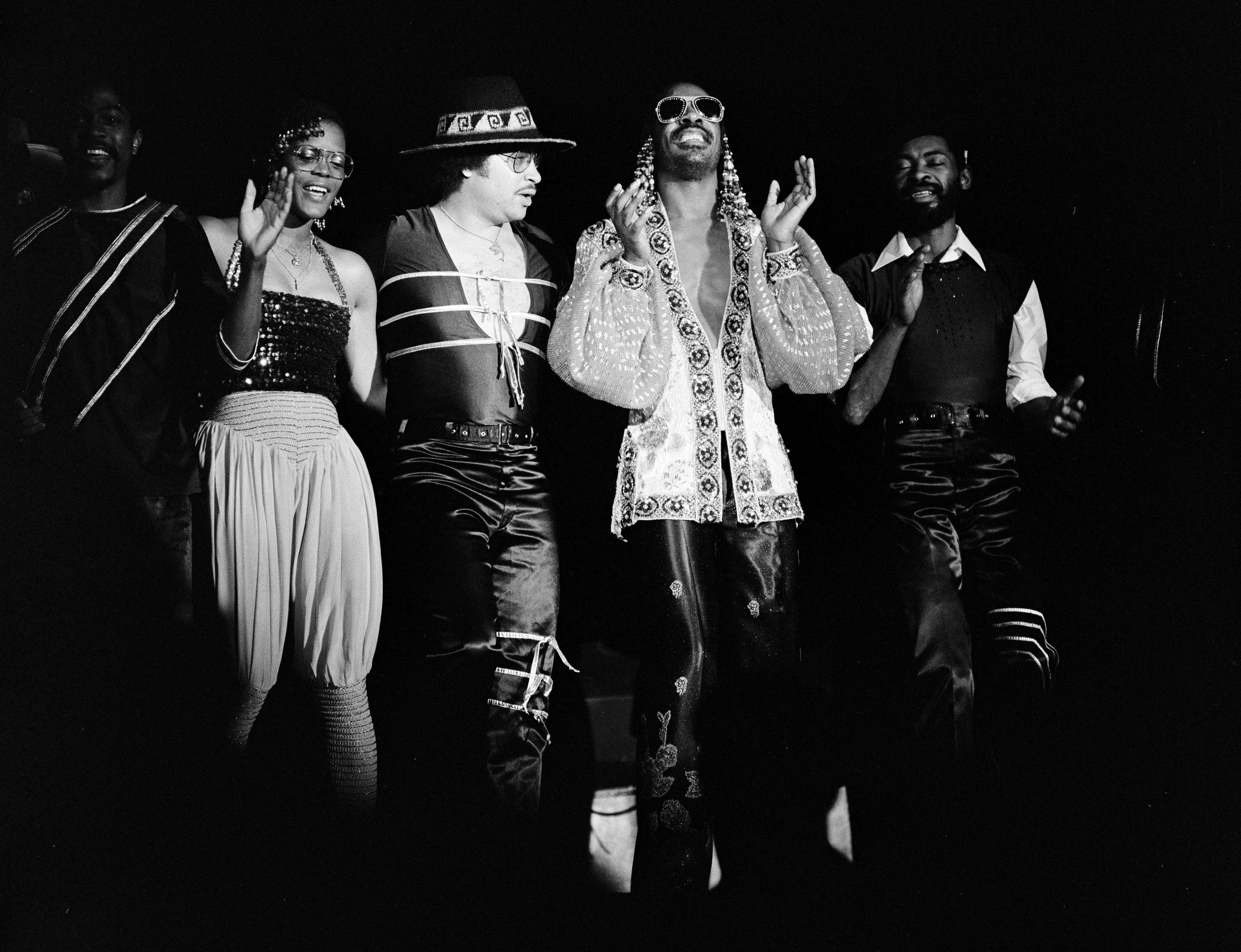
Stevie Wonder (Dritter von links), 1981

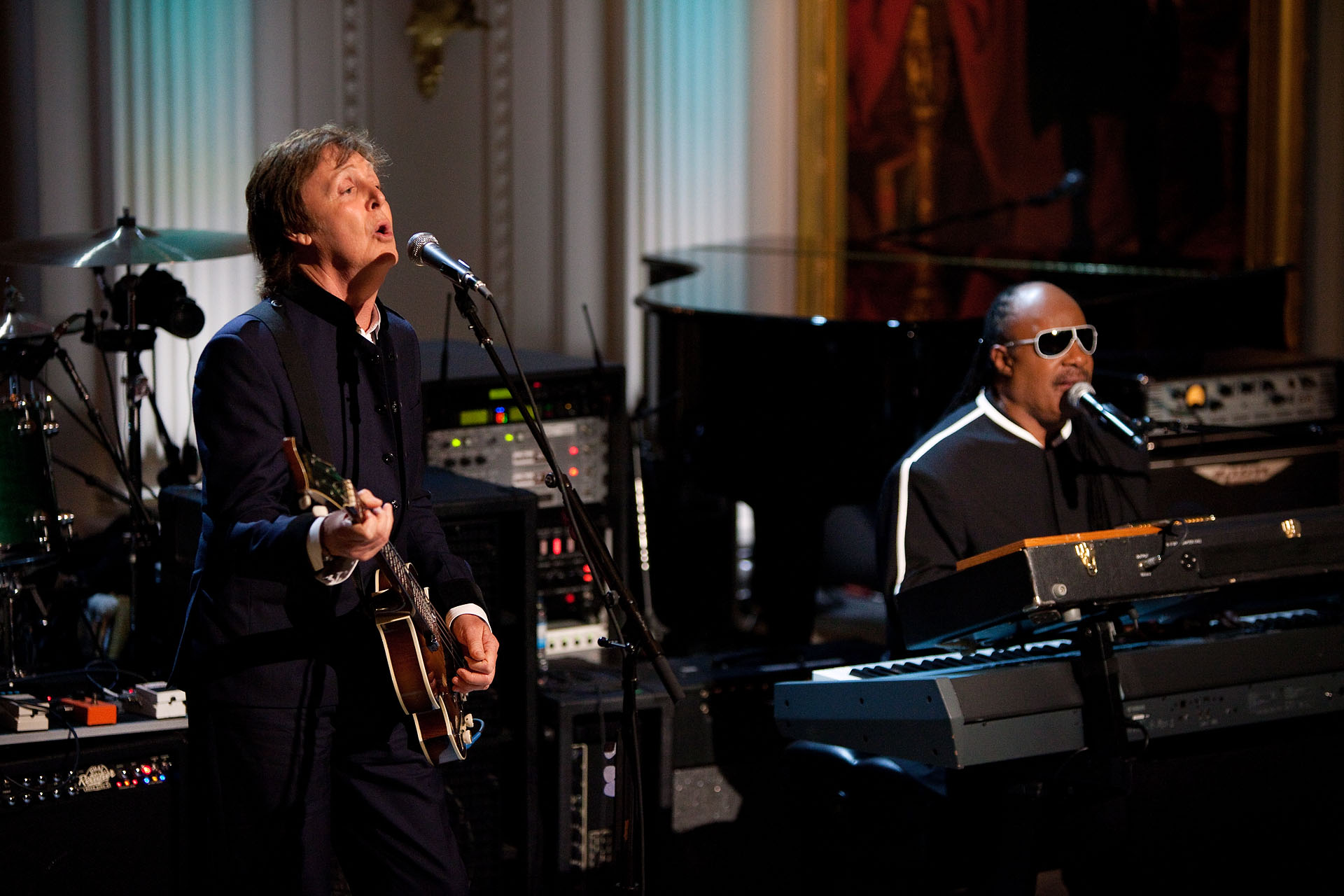
Paul McCartney und Stevie Wonder am 2. Juni 2010 im Weißen Haus

Paul McCartney sagte 1997 über die Entstehung des Liedes: „Ich habe ‚Ebony And Ivory‘ nach einem kleinen Ehestreit mit Linda geschrieben: ‚Warum kriegen wir es nicht zusammen? Unser Klavier kann das.‘ Du schnappst dir einfach irgendeine alte Idee, um dich daraus zu befreien.“
Basierend auf den Materialien, aus denen ursprünglich Klaviertasten gefertigt wurden, steht ‚Ebony‘ (deutsch: Ebenholz) für ‚Schwarz‘ und ‚Ivory‘ (deutsch: Elfenbein) für ‚Weiß‘, im Allgemeinen handelt das Lied vom friedlichen Zusammenleben aller Menschen, egal welche Hautfarbe sie haben. Zum Schreiben des Liedes wurde McCartney durch einen Satz von dem mit ihm bekannten britisch-irischen Komiker Spike Milligan inspiriert: „Black notes, white notes, and you need to play the two to make harmony folks!“ Wiedergegeben von Paul McCartney: „Auf einem Klavier finden sich schwarze und weiße Tasten harmonisch nebeneinander, aber schwarze und weiße Menschen haben nicht immer friedlich miteinander gelebt.“
Ebony and Ivory war ursprünglich für die Musikgruppe Wings gedacht. Vom 2. bis 25. Oktober 1980 nahm die Band in ihrer letzten fünfköpfigen Session über einen Zeitraum von drei Wochen eine Reihe von Demos im Finston Manor in Tenterton, Kent, auf. Ebony and Ivory gehörte zu den Songs, die von der Band gejammt wurden, von denen viele dann auf Tug of War und Pipes of Peace erschienen.
McCartney hatte zunächst nur eine erste Strophe und den Refrain, aber am Ende der Oktober-Sessions hatte er den Song fertiggestellt. Das Lied war immer als Duett konzipiert und wurde ursprünglich von McCartney und Denny Laine gesungen. Ein Demo wurde im Dezember 1980 in George Martins AIR Studios in London aufgenommen.
Um die Bedeutung des 1980 von McCartney geschriebenen Liedes hervorzuheben, sang McCartney das Lied als Duett mit Stevie Wonder, McCartney sagte dazu: „Ebony And Ivory war eine Reaktion auf ethnische Spannungen, die zu der Zeit in Großbritannien für Konflikte gesorgt haben. Ich schrieb es 1980 und nahm ein Demo in meinem Studio in Schottland auf; dann rief ich Stevie Wonder an und fragte ihn, ob er Lust habe, etwas mit mir zu machen. Stevie und ich kannten uns schon lange. Zum ersten Mal sind wir uns 1966 nach einem Konzert begegnet, das er damals im Scotch of St James Club in Mayfair in London gab. Da war er erst fünfzehn Jahre alt.“
Ebony and Ivory wurde während der Apartheid-Ära in Südafrika von der South African Broadcasting Corporation verboten, nachdem Stevie Wonder seinen Oscar für den besten Originalsong 1984 Nelson Mandela gewidmet hatte. Von Eddie Murphy wurde das laut McCartney von manchen als zu sentimal oder zu vereinfachend empfundene Lied in der Sendung Saturday Night Live parodiert.
Paul McCartney spielte Ebony and Ivory während seiner Welttournee 1989/90 und der Secret Gigs Tour 1991 im Duett mit Hamish Stuart. McCartney spielte mit Stevie Wonder am 27. November 1989 im New Yorker Madison Square Garden Ebony and Ivory, sie sangen und spielten es noch einmal am 2. Juni 2010 während der Verleihung des Gershwin-Preis an McCartney im Weißen Haus vor US-Präsident Barack Obama.

## Erfolg
Die Single Ebony and Ivory erschien am 29. März 1982 und wurde in zahlreichen Ländern ein Nummer-eins-Hit, so in Deutschland (5 Wochen), Großbritannien (3 Wochen) und den USA (7 Wochen). Die Single wurde der achte Nummer-eins-Hit für Paul McCartney in den USA und der zweite Nummer-eins-Hit in Großbritannien und Deutschland. Die Single war McCartneys längste Zeit auf Platz eins in den USA als Solokünstler und die zweitlängste nach Hey Jude, einschließlich seiner Beatles-Arbeit. Die Single wurde in den USA von der RIAA mit einer Goldenen Schallplatte ausgezeichnet.

## Musikvideo
Es wurden zwei Musikvideos für  Ebony and Ivory gedreht. Das erste Video, im März 1982 unter der Regie von Keith McMillan gedreht, zeigt Paul McCartney und Stevie Wonder, wobei die Szenen des letzteren in den USA gedreht wurden. Das zweite Video mit dem Regisseur Barry Myers war für die Solo-Version des Songs. Es enthielt zusätzliche Gefängnisszenen, die am 11. Februar 1982 in der Old Royal Mint in London gedreht wurden. Es zeigt McCartney Klavier spielen sowie schwarze Männer im Gefängnis, darunter einen, der von dem Lied innerlich aufgerichtet wird. Das erste Video hatte seine Weltpremiere in der BBC-Sendung Top Of The Pops am Donnerstag, den 8. April 1982. In den USA wurde es erstmals am 23. April in Friday Night Videos gezeigt.

## Aufnahme
Die erste Aufnahmesession für Ebony and Ivory fand am 28. Februar 1981 in den AIR Studios auf Montserrat statt, wobei George Martin als Produzent fungierte. Geoff Emerick und Jon Jacobs waren die Toningenieure der Aufnahme. Overdubs wurden am 30. März in den AIR Studios in London und im Oktober 1981 in den Strawberry Studios South, Surrey eingespielt. Zu den Ergänzungen gehörte auch McCartneys Gesang für die Soloversion. Die Abmischung erfolgte am 19. Januar 1982 in den AIR Studios in London.
Besetzung
- Paul McCartney: Gesang, Klavier, Synthesizer, Bassgitarre, E-Gitarre, Perkussion, Vocoder
- Stevie Wonder: Gesang, Elektrisches Klavier, Synthesizer, Schlagzeug, Perkussion

## Veröffentlichungen
- Am 29. März 1982 erschien die Single Ebony and Ivory / Rainclouds.[12] Die 12″-Maxisingle[13] enthält folgende Lieder: Ebony and Ivory / Ebony and Ivory (Solo Version) / Rainclouds. Rainclouds entstand während der Tug-of-War-Aufnahmesessions. Ebony and Ivory (Solo Version) wurde von Paul McCartney allein eingesungen. Die Promotion-7″-Vinyl-Single[14] in den USA enthält auf beiden Seiten jeweils die Stereo-Version der A-Seite.
- Am 26. April 1982 wurde das Album Tug of War veröffentlicht, auf dem sich Ebony and Ivory befindet.
- Eine Liveversion von Ebony and Ivory ohne die Beteiligung von Stevie Wonder erschien am 5. November 1990 auf dem Album Tripping the Live Fantastic.
- Ebony and Ivory erschien am 2. November 1987 auf dem Kompilationsalbum All the Best! und am 10. Juni 2016 auf Pure McCartney.
- Ebony and Ivory wurde ebenfalls auf dem Kompilationsalbum von Stevie Wonder  The Definitive Collection am 26. November 2002 veröffentlicht.[15]
- Im Oktober 2015 wurde Tug of War zum zweiten Mal remastert und im März 2015 von Steve Orchard und Paul McCartney in den Hog Hill Mill Studios in Sussex neu abgemischt, vom Musiklabel Hear Music/Concord Music Group als Teil der Paul McCartney Archive Collection veröffentlicht. Die Standard Edition enthält zusätzlich ein Demo von Ebony and Ivory sowie die Soloversion von McCartney.[16] Die Deluxe Edition enthält noch zusätzlich das Musikvideo.[17]
- Am 2. Dezember 2022 wurde die Singlebox The 7″ Singles Box veröffentlicht, die auch Ebony and Ivory enthält.

## Coverversionen
Es gibt mehr als 55 Coverversionen von Ebony and Ivory, es wurde unter anderem von RIAS Big Band Berlin feat. Horst Jankowski, Richard Clayderman, Helge Schneider und Benjamin Boyce feat. Haddaway gecovert.

## Auszeichnungen für Musikverkäufe
| Land/Region                  | Auszeichnungen für Musikverkäufe (Land/Region, Auszeichnung, Verkäufe) | Verkäufe  |
| ---------------------------- | ---------------------------------------------------------------------- | --------- |
| Neuseeland (RMNZ)            | Gold                                                                   | 10.000    |
| Vereinigte Staaten (RIAA)    | Gold                                                                   | 1.000.000 |
| Vereinigtes Königreich (BPI) | Gold                                                                   | 500.000   |
| Insgesamt                    | 3× Gold ·                                                              | 1.510.000 |